# 南京市自治委员会
南京市自治委员会，是侵华日军在南京成立的机构，1937年12月23日正式成立，陶保晋任会长。工作近四个月后，南京的社会秩序逐渐恢复。1938年4月28日，督办南京市政公署成立，南京市自治委员会同时撤销（第六章第一节）。

## 组织结构

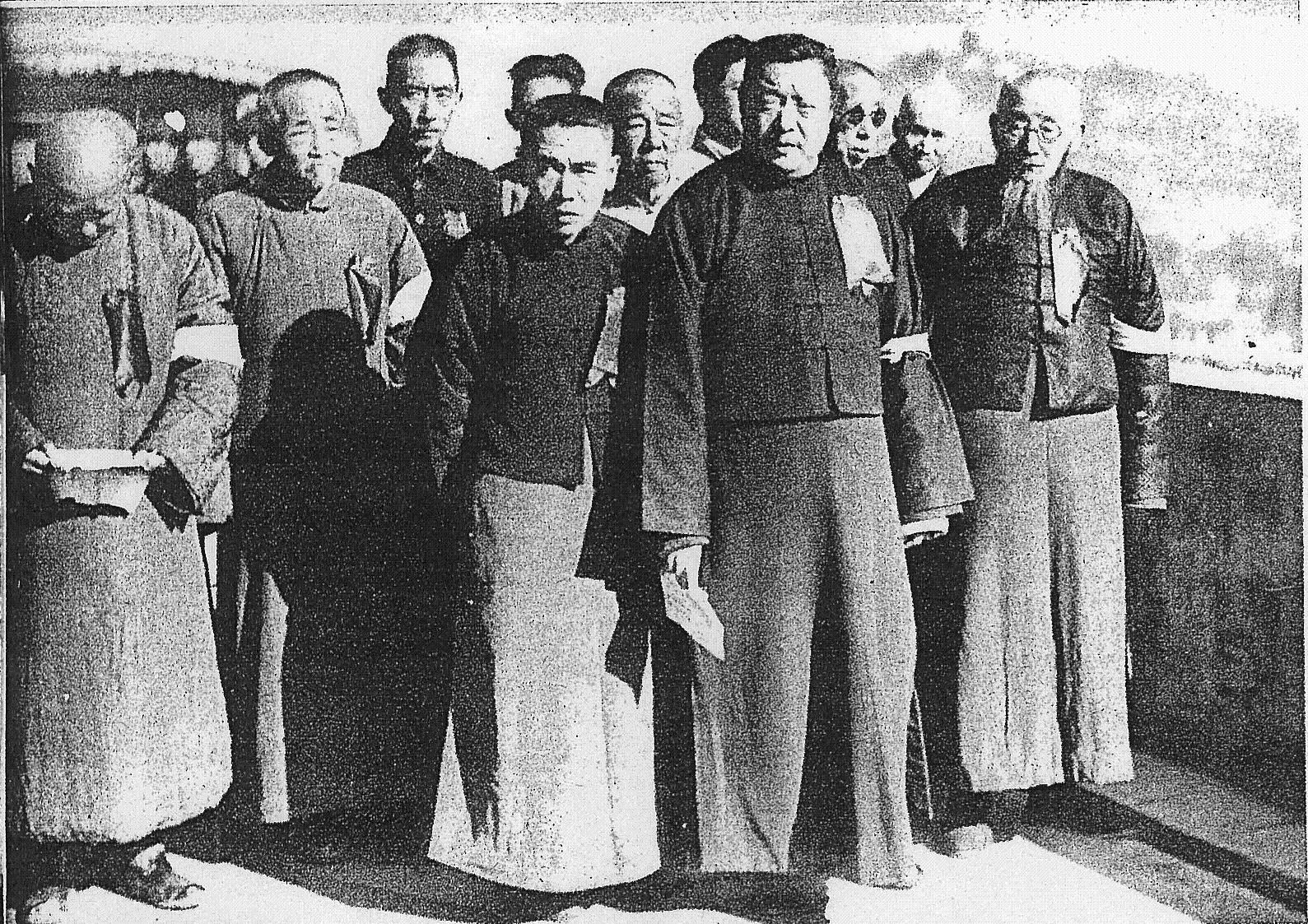
1938年1月1日，出任会长的陶保晋（右边）与其他代表。

陶保晋任会长，孙淑荣、程朗波任副会长，委员会共9人，其中南京籍占7人。设中日顾问若干人。设秘书、顾问两室，总务、财务、救济、工商、交通、警务六课，下辖第一、二、三、四、五区及上新河、孝陵卫、燕子矶八个区公所。区公所设总务组、户籍组（后改为保甲组）、家屋组（后改为宣传组）、救济组。各区设警察厅，下设警察所。